# Blåtop-slægten
Blåtop-slægten (Molinia) er en planteslægt som er udbredt i Mellemøsten, Kaukasus, Centralasien og Østasien samt Europa med 2-3 arter. Blåtop-arterne er flerårige, urteagtige planter, hvor de overvintrende knopper sidder lige over jordoverfladen, men beskyttet af tuens visne blade. De danner kun ganske korte udløbere, så væksten er tueformet. De oprette strå er betydeligt længere end tuen af blade. Det skyldes, at ”knæene” og dermed bladfæsterne sidder med kort afstend nederst på strået. Bladene er smalle og ru med parallelle ribber og flad bladplade. Farven er oftest blågrå, mens høstfarven spænder mellem gul og rødbrun. Blomsterne er samelet i småaks, der tilsammen danner en endestillet top yderst på stråets sidste, lange  led. Avnerne kan være med eller uden køl. Frugterne er nødder (”korn”), som er omvendt ægformede.
| Arter |

- Blåtop (Molinia caerulea)
- Stor blåtop (Molinia litoralis) eller Pibegræs